# Rivulus
Rivulus ist eine Fischgattung aus der Ordnung der Zahnkärpflinge (Cyprinodontiformes) die auf Kuba und Hispaniola vorkommt. Die Gattung umfasste zeitweise fast 200 Arten, auch von anderen Karibikinseln und aus Mittel- und Südamerika. Genauere Untersuchungen der Verwandtschaftsverhältnisse führten jedoch dazu, dass die Untergattungen Anablepsoides, Atlantirivulus, Laimosemion, Melanorivulus und Cynodonichthys zu eigenständigen Gattungen erhoben wurden und zahlreiche Arten mit anderen synonymisiert wurden, so das nur zwei Arten in Rivulus verblieben. Rivulus ist die basale Schwestergruppe aller anderen Gattungen der Unterfamilie Rivulinae in der Familie Rivulidae.

## Merkmale
Rivulus-Arten sind klein und erreichen eine Standardlänge von etwa 5 cm. Die Flossen sind abgerundet, die Männchen sind dunkler gefärbt als die Weibchen. Diagnostische Merkmale, mit den Rivulus von anderen, verwandten Gattungen zu unterscheiden sind folgende: alle Hypuralia sind zu einer einzigen Knochenplatte verschmolzen (durch eine mittige Lücke voneinander getrennt bei den anderen Gattungen), die Neuralbögen der Schwanzwirbel sind rudimentär (gut entwickelt bei den anderen Gattungen), die vierte Ceratobranchiale (“unterer Schlundkiefer”) ist unbezahnt (bezahnt bei den anderen Gattungen), die rumpfseitige Hälfte der Schwanzflosse ist beschuppt (bei den anderen Gattungen nur unmittelbar an der Flossenbasis beschuppt), auf den vorderer Überaugenknochen (Supraorbitalia) befinden sich vier Neuromasten (drei bei den anderen Gattungen). Außerdem zeigen die Weibchen von Rivulus im vorderen und oberen Bereich des Schwanzstiels einen schwarzen runden Fleck mit weißem Rand (Rivulus-Fleck). Bei den anderen Gattungen liegt der Fleck, wenn vorhanden, nah der Schwanzflossenbasis. Die Männchen von Rivulus besitzen einen blauen Fleck an der Basis der Brustflossen. Dies ist aber auch bei einigen Arten von Laimosemion der Fall.

## Lebensraum
Die Fische bewohnen in ihrer Heimat meist stark verkrautete kleine Bäche, Gräben aber auch Tümpel, in denen sie sich häufig am Rande im Pflanzenbewuchs aufhalten. Durch ihre schlanke Körpergestalt, die weit zurückgesetzte Rückenflosse und das oberständige Maul und nicht zuletzt durch ihre Sprungkraft haben sie sich diesen Biotopen vorzüglich angepasst. Das oberständige Maul dieser Fische weist darauf hin, dass ein großer Teil der Nahrung von der Wasseroberfläche genommen wird.

## Arten
Die Gattung Rivulus umfasst folgende drei Arten:
- Rivulus berovidesi Rodriguez-Silva, 2015
- Rivulus cylindraceus Poey, 1860
- Rivulus roloffi Roloff, 1938

Rivulus roloffi von Hispaniola wird aktuell zu der Gattung Rivulus gezählt. Diese Zuordnung ist jedoch umstritten. Manche molekulargenetischen Studien ergeben, dass es sich um eine Art der Gattung Rivulus handelt, andere molekulargenetischen Studien ergeben, dass diese Art näher mit anderen Rivuliden verwandt ist.